# Pulídio Argólico
Pulídio Argólico (em latim: Pullidius Argolicus) foi um oficial romano do século IV/V. É mencionado numa inscrição como conde das fábricas (comes fabricorum) em Benevento, na Itália, um ofício não mencionado na Notitia Dignitatum.